# Hebereke
Hebereke (へべれけ) é uma série de jogos feita pela Sunsoft, que foi lançado principalmente no Japão, e alguns lançamentos na Europa e solo um lançamento na América do Norte. Foi uma das grandes franquias da companhia nos anos 90. 
Hebe, o personagem principal da série, converteu-se na mascote principal da Sunsoft durante o período, aparecendo no logo da companhia em alguns jogos e comerciais. Essa série contém cenários e personagens cómicos e surreais. A série cobre alguns gêneros diferentes desde as plataformas Puzzle, embora seja do mesmo universo fictício. Apesar de ter 9 jogos na série, lançaram 3 versões solo fora do Japão: Ufouria: The Saga pelo NES, Hebereke’s Popoon pelo Super Nintendo e Hebereke’s Popoitto pelo SNES, PlayStation, e Sega Saturn. Todos eles foram lançados na Europa, menos na América do Norte, apesar de Ufouria: The Saga ter sido lançado no console virtual do Wii lá quase 18 anos depois, e no Wii U 22 anos depois.
O primeiro jogo de Hebereke da Nintendo Entertainment System foi lançado na região PAL, com o título de Ufouria: The Saga que mudou os nomes dos personagens principais, enquanto dois de elas tem seus designs alterados. Um lançamento norte-americano foi planejado, mas cancelado por Mr. Gimmick devido aos seus designs de personagens peculiares. No entanto, a versão da região PAL foi adicionado depois ao console virtual do Wii na América do Norte. Posteriormente, uma série de jogos da Super Nintendo Entertainment System também foram lançados com o título Hebereke, que mantido os desenhos e nomes originais da versão japonesa.

## Jogos
O desenvolvedor Sunsoft usou os personagens e o mundo de Hebereke numa série de jogos por Family Computer, Super Famicom, Sega Saturn, PlayStation, os fliperamas e telefones móbiles.. Abaixo contém a lista de lançamentos.
| Título                                   | Desenvolvedor                                     | Plataformas                                | Gênero          | Data de lançamento |
| ---------------------------------------- | ------------------------------------------------- | ------------------------------------------ | --------------- | --- |
| Hebereke (Ufouria: The Saga)             | FC/NESSunsoft i-modeSpace Out                     | NES/Famicom i-mode                         | Ação e aventura | FC20 de Setembro de 1991 NES19 de Novembro de 1992 i-mode18 de Agosto de 2003                                                                                     |
| Hebereke's Popoon                        | SFC/SNESFalcon ArcadeSuccess                      | SFC/SNES i-mode                            | Puzzle          | SFC22 de Dezembro de 1993 SNES1994 i-modec. 2003 |
| Sugoi Hebereke                           | SFCSunsoft, OLM i-modeSpace Out                   | SFC i-mode                                 | Luta            | SFC11 de Março de 1994 i-mode2003 |
| Hebereke no Oishii Puzzle wa Irimasen ka | SFCFalcon                                         | SFC                                        | Puzzle          | 31 de Agosto de 1994 |
| Hashire Hebereke                         | Sunsoft                                           | SFC                                        | Corrida         | 22 de Dezembro de 1994 |
| Popoitto Hebereke (Hebereke's Popoitto)  | PS1/SaturnSuccess SFC/SNESSunsoft i-modeSpace Out | PlayStation Saturn SFC/SNES i-mode         | Puzzle          | Saturn (JPN)3 de Março de 1995 Saturn (PAL)1995 PS1 (JPN)26 de Maio de 1995 PS1 (EUR)1 de Março de 1996 SFCJuly 28, 1995 SNES30 de Setembro de 1995 i-modec. 2003 |
| O-Chan no Oekaki Logic                   | Sunsoft i-modeSpace Out                           | PlayStation Saturn SFC/SNES Palm OS i-mode | Puzzle          | PS19 de Setembro de 1995 Saturn17 de Novembro de 1995 SFC1 de Dezembro de 1995 Palm OS/i-mode2002                                                                 |
| O-Chan no Oekaki Logic 2                 | Sunsoft                                           | PlayStation WonderSwan                     | Puzzle          | PS127 de Setembro de 1996 WS6 de Janeiro de 2000 |
| Hebereke no Pair Pair Wars               | Sunsoft                                           | Neo Geo                                    | Puzzle          | Não lançado |
| O-Chan no Oekaki Logic 3                 | Sunsoft                                           | PlayStation                                | Puzzle          | 11 de Janeiro de 2001 |
| O-Chan no Oekaki desu wa                 | Space Out                                         | i-mode                                     | Puzzle          | 2004 |

## Mercancia
Ryōji Uchimichi, desenhista dos personagens da série, criou uma série de mangá Yonkoma, baseado nos jogos e foi serializado pela Tokuma Shoten na revista japonesa Family Computer Magazine em 6 de Setembro de 1991.